# 古西诺奥泽尔斯克
古西诺奥泽尔斯克（俄语：Гусиноозёрск）是俄罗斯布里亚特共和国的一座城市。位于古西諾耶湖畔，乌兰乌德西南110公里处。人口25,400人（2005年估计）；26,502人（2002年人口普查）；13,800人（1970年）。